# Rajanpur
Rajanpur é uma cidade do Paquistão localizada na província de Panjabe.